# Francisco Cabral
Pour les articles homonymes, voir Francisco Cabral (tennis) et Cabral.
Francisco Cabral, né en 1533 sur l'Ile São Miguel, dans les Açores (Portugal) et décédé à Goa le 16 avril 1609 était un prêtre jésuite portugais, missionnaire au Japon.

## Biographie
En 1554, le jeune Francisco entre dans la Compagnie de Jésus et se rend aux Indes puis rejoint la mission jésuite du Japon (juin 1570), où il travaille énergiquement à propager la foi chrétienne. Il devient Supérieur de la mission fondée par Saint François-Xavier en 1570. Il y est assisté par le père Luis de Almeida.
On lui doit des constructions d'églises à Miyako (Kyoto) (1574-1575) et la conversion du daimyo de Bungo. Peu ouvert aux perspectives d'inculturation de la foi et coutumes chrétiennes au Japon il est vivement critiqué pa Alessandro Valignano et d'autres missionnaires. Sa politique étant remise en question en 1579, il quitte le Japon en 1582 pour retourner à Macao ou il est supérieur de la mission de Chine (1583-1586).
Revenant à Goa en Inde portugaise Cabral est supérieur de la maison professe de Goa (1587-1592) puis provincial de Goa (1592-1597), et de nouveau supérieur de la maison professe (1600-1609). Il participe très probablement à l'important concile régional de Goa, en 1592. Partout il laisse une réputation de prudence et de profonde spiritualité même si peu ouvert aux cultures orientales.
Le père Francisco Cabral meurt à Goa le 16 avril 1609.